# Calvadosia capensis
Calvadosia capensis is een neteldier uit de klasse Staurozoa en behoort tot de familie Kishinouyeidae. Calvadosia capensis werd in 1938 voor het eerst wetenschappelijk beschreven door Carlgren.